# سی‌اس‌اکس
سی‌اس‌اکس (انگلیسی: CSX) شرکت خوشه‌ای آمریکایی است، که در سال ۱۹۸۰ تأسیس شد.